# 松平直樹
松平 直樹（まつだいら なおき、1934年（昭和9年）3月22日 - 2022年（令和4年）6月11日）は、日本の歌手。和田弘とマヒナスターズのメンバーとして知られていた。

## 経歴
東京府東京市出身。本名：松平壽夫。立教大学卒業。大学在学中より、学生バンドとして活動し、1955年（昭和30年）、和田弘とマヒナスターズのメンバーとなり、ボーカルを担当。独特の甘い歌声で、同じくボーカル担当の三原さと志と共にマヒナの黄金期を支え、一世を風靡した。
1970年（昭和45年）に、和田弘とマヒナスターズから独立し『松平直樹とブルーロマン』を結成。「幸せになってね」（のちに敏いとうとハッピー＆ブルーが「わたし祈ってます」の題名でヒットさせる）などを発表する。
1983年（昭和58年）のブルーロマン解散後はソロとして活動。
1985年（昭和60年）にマヒナに復帰。そして1989年（平成元年）、全盛期のオリジナル・メンバーによる、マヒナスターズ再結成に参加。
2002年（平成14年）に和田弘の下を再び離れ、三原さと志、佐々木敢一（マヒナの裏声担当）らと新たにザ・マヒナスターズとして活動するも、和田側がマヒナスターズの名称を商標登録するなどしたため、暫定的にアロハスターズと改名する。商標登録問題も解決間近と見られていた中、2004年（平成16年）1月5日に和田弘が急死。その後はザ・マヒナスターズとして活動した。
2022年（令和4年）6月11日、肺炎のため東京都内の病院で死去。88歳没。喪主は長男が務めた。